# Leptogenys elongata
Leptogenys elongata es una especie de hormiga del género Leptogenys, subfamilia Ponerinae. Fue descrita  por Buckley en 1866.
Se alimentan de isópodos, especialmente  Armadillidium spp, pero tal vez también coman otros artrópodos pequeños. Carecen de reinas aladas, pero las reinas de distinguen de las obreras por tener un pecíolo y abdomen más ancho. Se encuentran en el sur de los Estados Unidos.